# پیتر بارتون
پیتر بارتون (انگلیسی: Peter Burton؛ ۴ آوریل ۱۹۲۱ – ۲۱ نوامبر ۱۹۸۹) بازیگر اهل بریتانیا بود.
 از فیلم‌هایی که وی در آن نقش داشته‌است، می‌توان به سرخ و سیاه، دکتر نو، پرتقال کوکی، اینچئون و جودیت اشاره کرد.